# 트레 피오리 FC
트레 피오리 풋볼 클럽(Tre Fiori Football Club)은 이탈리어로 세송이의 꽃(이탈리아어: Tre Fiori)이란 뜻으로 산마리노 피오렌티노의 세미프로 축구 클럽이다. 현재 캄피오나토 삼마리네세 소속으로 활동하고 있다.
트레 피오리 FC는 1949년에 창단하여 각각 8번의 리그와 리그 컵 우승을 하며 산마리노 축구 역사상 가장 성공적인 클럽 중 하나로 평가받는다. 비록 유럽 클럽대항전에서는 큰 성공을 거두지 못하고 있지만 UEFA 챔피언스리그에서 기록한 4골은 산마리노 클럽 중 가장 많은 득점으로 기록되고 있다.
구단의 상징색은 노랑과 파랑이다.

## 주요 경력
- 캄피오나토 삼마리네세: 우승 8회 (1987-88, 1992-93, 1993-94, 1994-95, 2008-09, 2009-10, 2010-11, 2019-20)
- 코파 티타노: 우승 7회 (1966, 1971, 1974, 1975, 1985, 2010, 2019)
- 트로페오 페데랄레: 우승 4회 (1991, 1993, 2010, 2011)
- 수페르코파 삼마리네세: 우승 1회 (2019)

## 선수 명단

### 현역
참고: FIFA 자격 규정에 따라 소속된 국가대표팀 국기를 표시합니다. 선수는 복수의 FIFA 비회원국 국적을 가지고 있을 수 있습니다.
| 번호 | 포지션 | 국적     | 이름          |
| ---- | ------ | -------- | ------------- |
| 8    | MF     | 산마리노 | 루카 센소니   |
| 17   | GK     |          | 미켈레 나르디 |

| 번호 | 포지션 | 국적 | 이름 |
| ---- | ------ | ---- | ---- |

## 역대 감독
| 감독      | 임기   |
| --------- | ------ |
| 안디 셀바 | 2022 ~ |